# Nürnbergi krónika
A Nürnbergi krónika, vagy Schedel-krónika (Liber Chronicarum), „Világkrónika”: a korai könyvnyomdászat egyik leghíresebb, legpompásabb műve.
A könyv szerzője Hartmann Schedel (1440–1514) német orvos, polihisztor és történetíró. Anton Koberger (Dürer keresztapja) nyomdájában készült 1493-ban, a kor legjelesebb művészeinek rajzai után készült fametszetekkel.
A könyv 1800 példányban jelent meg és 1809 fametszetet – köztük vélhetően a fiatal Albrecht Dürer keze alól kikerülteket is – tartalmaz. Michael Wolgemut (1434–1519) (Dürer mestere) és Wilhelm Pleydenwurff (1462–1494) voltak a fametszetek készítői.
A latin nyelvű krónikából Magyarországon 23-at, míg a német változatból 22-t őriznek. Ez utóbbiból Kalocsán három (ezen belül két régi színezésű) példányt tartanak nyilván.

## Képgaléria

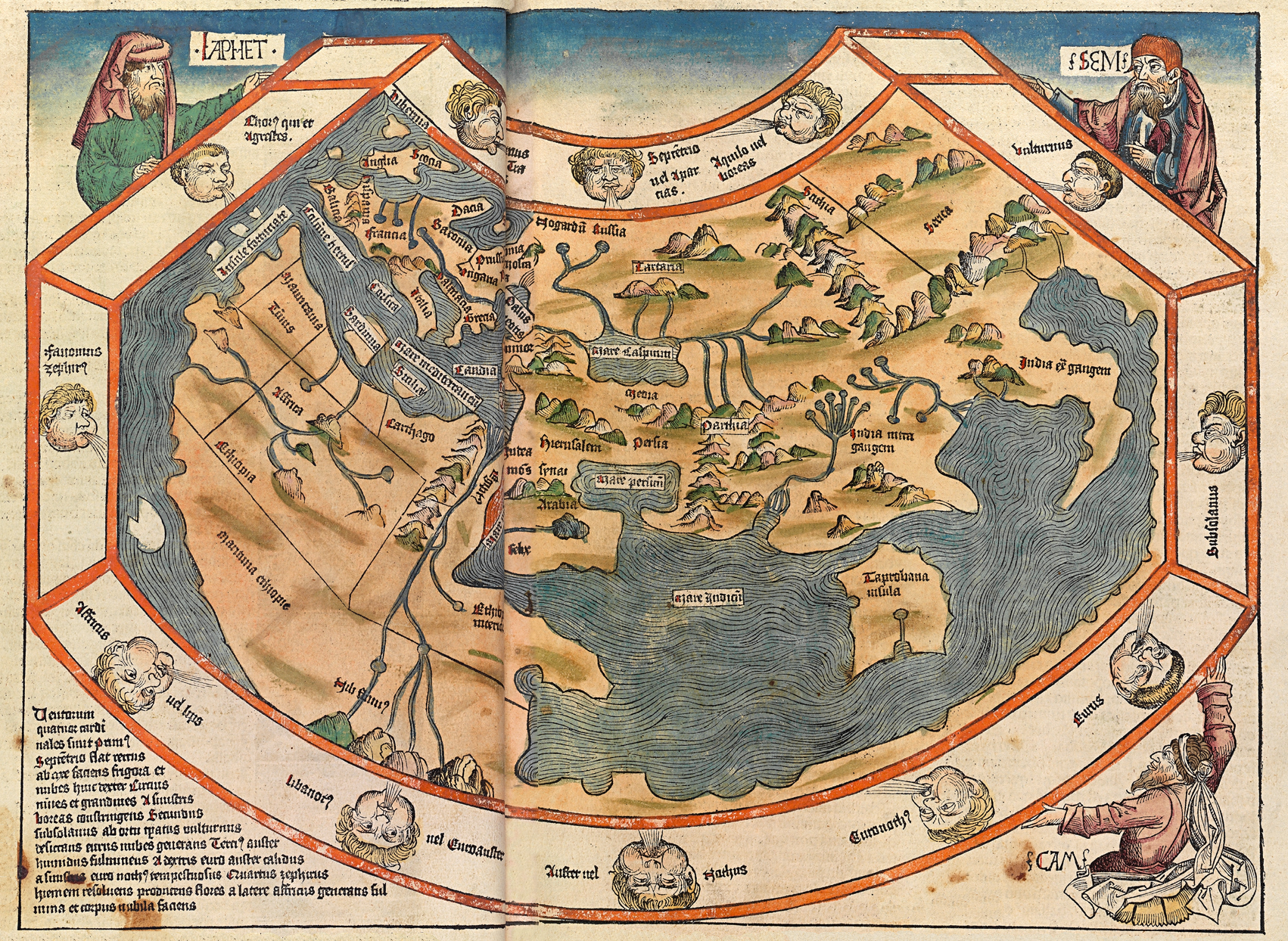
Az ismert világ térképe
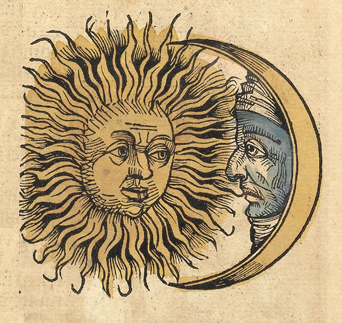
A Nap és a Hold ábrázolása
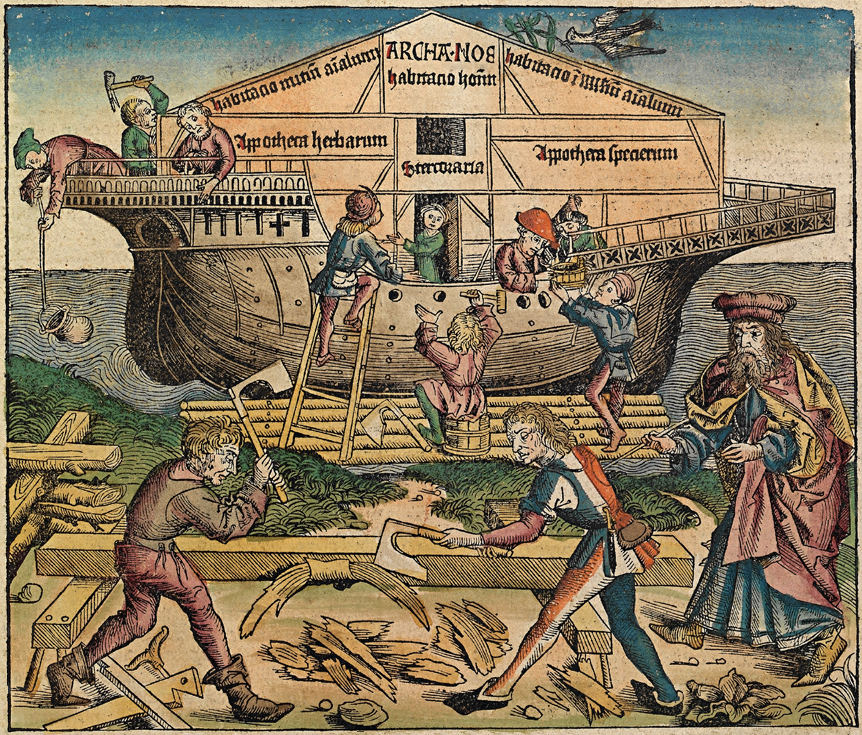
A Krónika ószövetséggel foglalkozó részében Noé bárkájának bemutatása
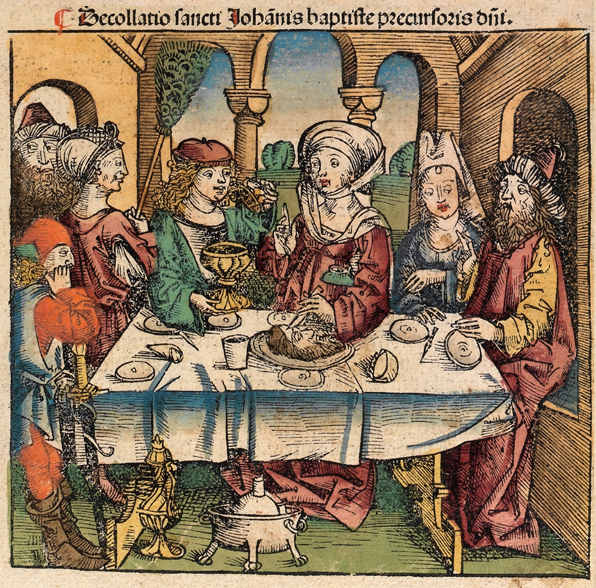
Az Újszövetségben szereplő Szalomé alakja, ahogyan bemutatja Keresztelő János levágott fejét
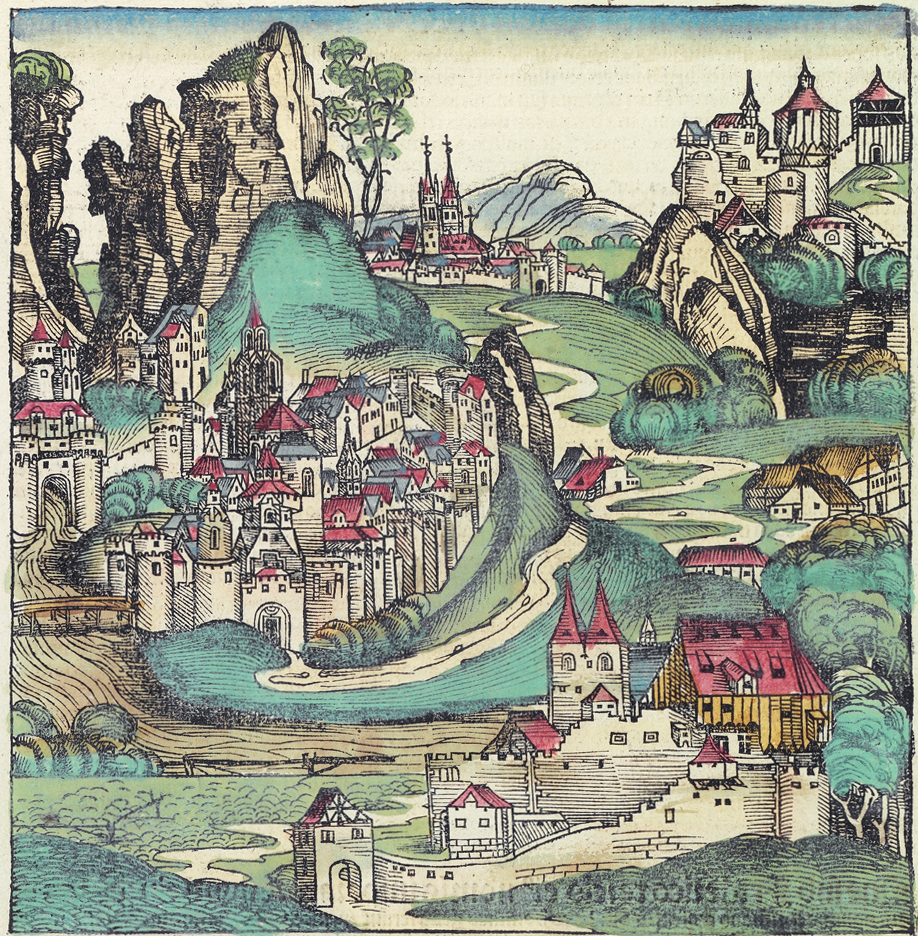
A középkori Magyar Királyság ábrázolása
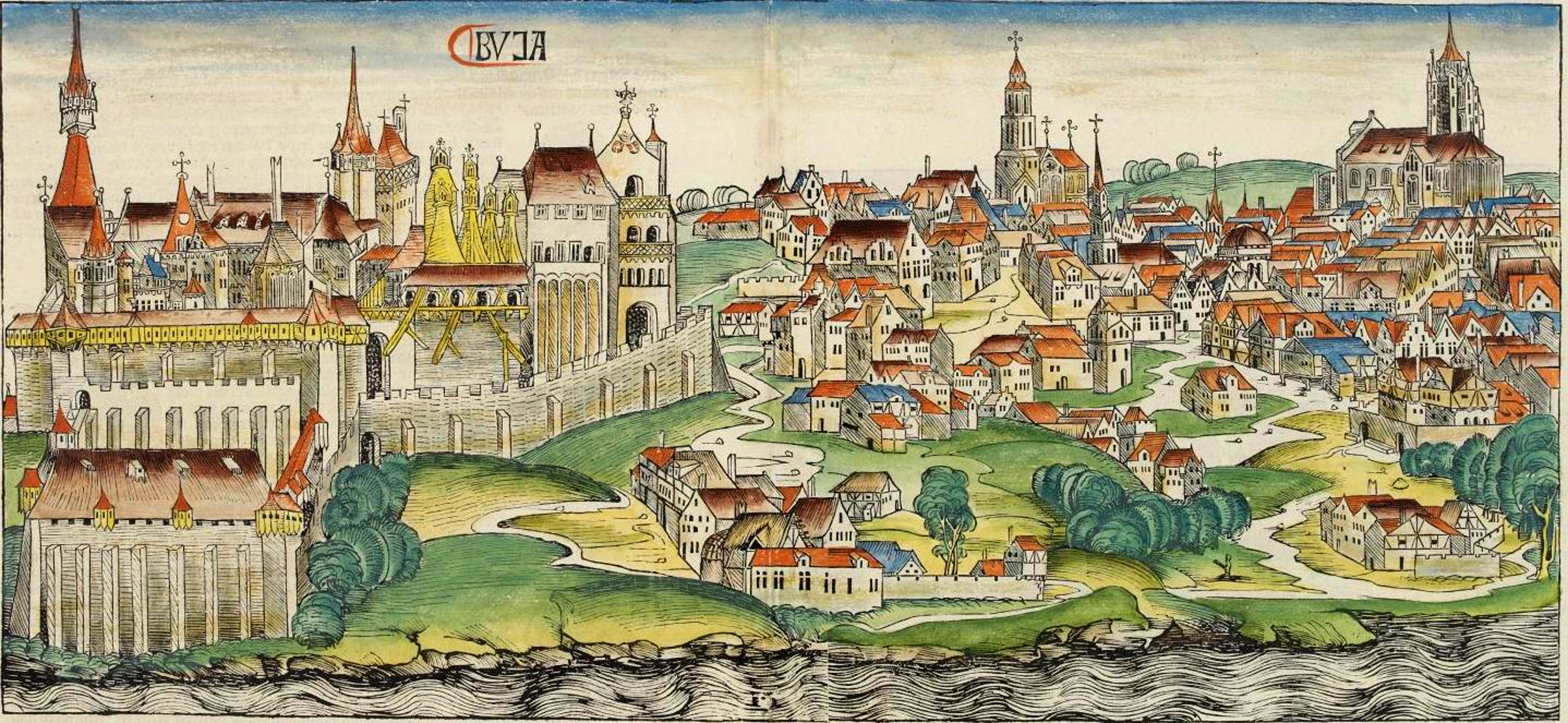
A korabeli Buda várának ábrázolása
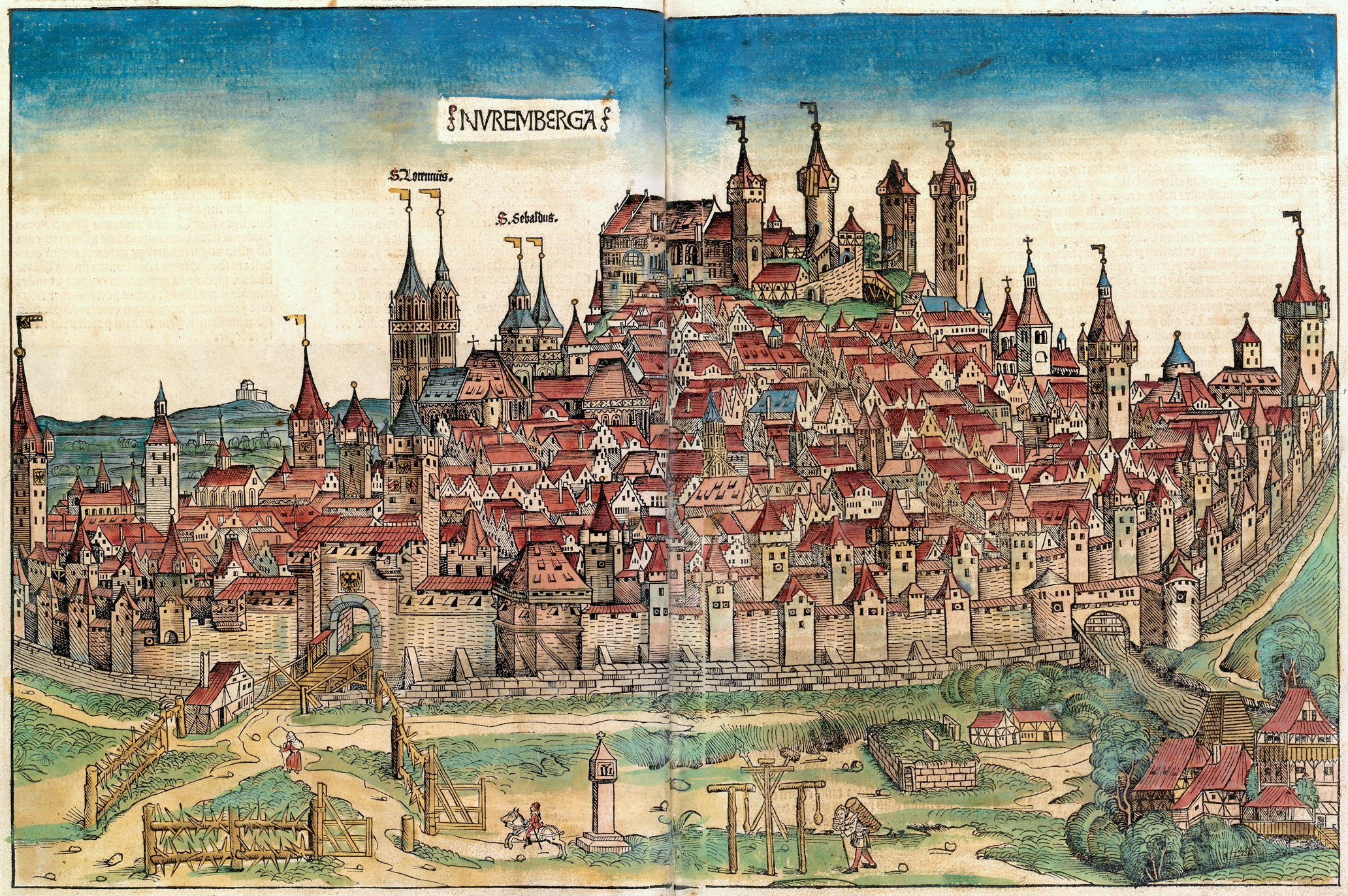
Nürnberg városa a könyv egy másik metszetén
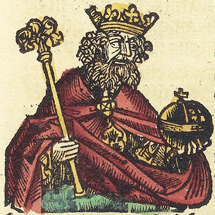
Mátyás király
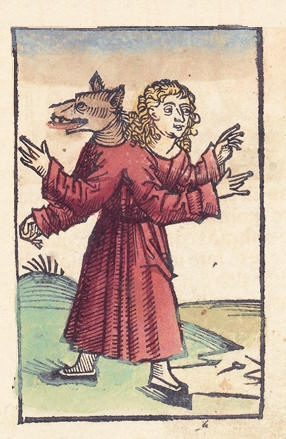
Egy mitológiai farkasember alakja